# Indiana Film Journalists Association Award
Der Indiana Film Journalists Association Award ist ein Filmpreis, den die Indiana Film Journalists Association (IFJA), eine Organisation von Filmkritikern aus dem US-Bundesstaat Indiana, vergibt. Die Verleihung der Auszeichnung erfolgte erstmals 2009 und findet jährlich Mitte Dezember statt.

## Auszeichnungen 2009
Die Ersten Indiana Film Journalists Association Awards wurden am 14. Dezember 2009 verliehen.

### Bester Film
1. Up in the Air
2. Der fantastische Mr. Fox

andere Finalisten:
- (500) Days of Summer
- District 9
- Tödliches Kommando – The Hurt Locker
- Julie & Julia
- Moon
- Nine
- Oben
- Wo die wilden Kerle wohnen

### Bester Regisseur
1. Spike Jonze – Wo die wilden Kerle wohnen
2. Wes Anderson – Der fantastische Mr. Fox

### Bester Darsteller
1. George Clooney – Up in the Air
2. Jeremy Renner – Tödliches Kommando – The Hurt Locker

### Beste Darstellerin
1. Carey Mulligan – An Education
2. Meryl Streep – Julie & Julia

### Bester Nebendarsteller
1. Christoph Waltz – Inglourious Basterds
2. Stanley Tucci – In meinem Himmel und Julie & Julia

### Beste Nebendarstellerin
1. Mo’Nique – Precious – Das Leben ist kostbar
2. Vera Farmiga – Up in the Air

### Bestes Drehbuch
1. Up in the Air – Jason Reitman und Sheldon Turner
2. Wo die wilden Kerle wohnen – Spike Jonze und Dave Eggers

### Bester ausländischer Film
1. Sin Nombre – Spanien
2. Welcome – Frankreich

### Bester Animationsfilm
1. Der fantastische Mr. Fox
2. Oben

### Bester Dokumentarfilm
1. Die Bucht
2. Anvil! Die Geschichte einer Freundschaft

### Original Vision Award
1. Wo die wilden Kerle wohnen
2. District 9

## Auszeichnungen 2010
Die Zweiten Indiana Film Journalists Association Awards wurden am 12. Dezember 2010 verliehen.

### Bester Film
1. The Social Network
2. Inception

andere Finalisten:
- 127 Hours
- Black Swan
- Exit Through the Gift Shop
- The Fighter
- Alles, was wir geben mussten
- Scott Pilgrim gegen den Rest der Welt
- True Grit
- Winter’s Bone

### Bester Regisseur
1. Christopher Nolan – Inception
2. Debra Granik – Winter’s Bone

### Bester Darsteller
1. James Franco – 127 Hours
2. Jesse Eisenberg – The Social Network

### Beste Darstellerin
1. Natalie Portman – Black Swan
2. Jennifer Lawrence – Winter’s Bone

### Bester Nebendarsteller
1. Christian Bale – The Fighter
2. John Hawkes – Winter’s Bone

### Beste Nebendarstellerin
1. Hailee Steinfeld – True Grit
2. Melissa Leo – The Fighter

### Bestes Drehbuch
1. The Social Network – Aaron Sorkin
2. Inception – Christopher Nolan

### Bester ausländischer Film
1. Lebanon – Israel
2. Biutiful – Mexiko

### Bester Animationsfilm
1. Drachenzähmen leicht gemacht
2. Toy Story 3

### Bester Dokumentarfilm
1. Exit Through the Gift Shop
2. The Tillman Story

### Original Vision Award
1. Inception
2. 127 Hours

## Auszeichnungen 2011
Die Dritten Indiana Film Journalists Association Awards wurden am 12. Dezember 2011 verliehen.

### Bester Film
1. The Artist
2. The Descendants – Familie und andere Angelegenheiten

andere Finalisten:
- Coriolanus
- Drive
- Hugo Cabret
- Martha Marcy May Marlene
- Die Muppets
- The Skin I Live In
- Super 8
- The Tree of Life

### Bester Regisseur
1. Michel Hazanavicius – The Artist
2. Terrence Malick – The Tree of Life

### Bester Darsteller
1. Paul Giamatti – Win Win
2. Ralph Fiennes – Coriolanus

### Beste Darstellerin
1. Elizabeth Olsen – Martha Marcy May Marlene
2. Tilda Swinton – We Need to Talk About Kevin

### Bester Nebendarsteller
1. Christopher Plummer – Beginners
2. Albert Brooks – Drive

### Beste Nebendarstellerin
1. Viola Davis – The Help
2. Amy Ryan – Win Win

### Bestes Originaldrehbuch
1. Win Win – Tom McCarthy
2. Der große Crash – Margin Call – J.C. Chandor

### Bestes adaptiertes Drehbuch
1. The Descendants – Familie und andere Angelegenheiten – Nat Faxon, Jim Rash und Alexander Payne
2. Die Kunst zu gewinnen – Moneyball – Steven Zaillian und Aaron Sorkin

### Bester ausländischer Film
1. The Skin I Live In – Spanien
2. 13 Assassins – Japan

### Bester Animationsfilm
1. Rango
2. Winnie Puuh

### Bester Dokumentarfilm
1. Project Nim
2. Into the Abyss

### Beste Musik
1. The Artist – Ludovic Bource
2. Hugo Cabret – Howard Shore

### Original Vision Award
1. The Tree of Life
2. The Artist

## Auszeichnungen 2012
Die Vierten Indiana Film Journalists Association Awards wurden am 17. Dezember 2012 verliehen.

### Bester Film
1. Journey of Love – Das wahre Abenteuer ist die Liebe
2. Beasts of the Southern Wild

### Bester Regisseur
1. Quentin Tarantino – Django Unchained
2. Kathryn Bigelow – Zero Dark Thirty

### Bester Darsteller
- Bradley Cooper – Silver Linings und Daniel Day-Lewis – Lincoln (Preis doppelt verliehen)

### Beste Darstellerin
1. Jessica Chastain – Zero Dark Thirty
2. Jennifer Lawrence – Silver Linings

### Bester Nebendarsteller
1. Tommy Lee Jones – Lincoln
2. Christoph Waltz – Django Unchained

### Beste Nebendarstellerin
1. Anne Hathaway – Les Misérables
2. Helen Hunt – The Sessions – Wenn Worte berühren

### Bestes Originaldrehbuch
1. Safety Not Guaranteed – Derek Connolly
2. Django Unchained – Quentin Tarantino

### Bestes adaptiertes Drehbuch
1. Vielleicht lieber morgen – Stephen Chbosky
2. Silver Linings Playbook – David O. Russell

### Bester ausländischer Film
1. The Raid – Indonesien
2. Liebe – Frankreich

### Bester Animationsfilm
1. Die Hüter des Lichts
2. ParaNorman

### Bester Dokumentarfilm
1. Searching for Sugar Man
2. Room 237

### Beste Musik
1. James Bond 007: Skyfall – Thomas Newman
2. Life of Pi: Schiffbruch mit Tiger – Mychael Danna

### Original Vision Award
1. Beasts of the Southern Wild
2. Django Unchained

## Auszeichnungen 2013
Die Fünften Indiana Film Journalists Association Awards wurden am 19. Dezember 2013 verliehen. Erstmals wurde neben den bestehenden Kategorien der Hoosier Award vergeben – ein Preis, der Filmschaffende aus Indiana (Hoosier) würdigen soll.

### Bester Film
1. 12 Years a Slave
2. Her

andere Finalisten:
- All Is Lost
- Before Midnight
- Captain Phillips
- Frances Ha
- Mud
- Prisoners
- Spring Breakers
- The Wolf of Wall Street

### Bester Regisseur
1. Steve McQueen – 12 Years a Slave
2. Spike Jonze – Her

### Bester Darsteller
1. Chiwetel Ejiofor – 12 Years a Slave
2. Matthew McConaughey – Dallas Buyers Club

### Beste Darstellerin
1. Adèle Exarchopoulos – Blau ist eine warme Farbe
2. Brie Larson – Short Term 12

### Bester Nebendarsteller
1. Barkhad Abdi – Captain Phillips
2. Jeremy Renner – American Hustle

### Beste Nebendarstellerin
1. Jennifer Lawrence – American Hustle
2. June Squibb – Nebraska

### Bestes Originaldrehbuch
1. Spike Jonze – Her
2. Peter Morgan – Rush – Alles für den Sieg

### Bestes adaptiertes Drehbuch
1. Richard Linklater, Ethan Hawke und Julie Delpy – Before Midnight
2. John Ridley – 12 Years a Slave

### Bester ausländischer Film
1. Blau ist eine warme Farbe – Frankreich
2. The Grandmaster – Japan

### Bester Animationsfilm
1. Die Eiskönigin – Völlig unverfroren
2. Kaze Tachinu

### Bester Dokumentarfilm
1. The Act of Killing
2. Stories We Tell

### Beste Musik
1. Hans Zimmer – 12 Years a Slave
2. Hans Zimmer – Rush – Alles für den Sieg

### Original Vision Award
1. Her
2. Gravity

## The Hoosier Award
- Medora – Andrew Cohn und Davy Rothbart (Regisseure)